# Ydin
Albums de Mika Vainio
Tetra
(1996) Kajo
(2000)
Ydin est le cinquième album solo du créateur finlandais de musique électronique Mika Vainio, et le deuxième album qu'il publie sous son nom. Il est sorti en septembre 1999 sur le label Wavetrap, fondé par le musicien Ivan Pavlov.

## Production
Selon la notice accompagnant le CD, les 11 morceaux composant cet album ont été enregistrées en 1998 et 1999, période durant laquelle Vainio a établi son studio à Barcelone. La couverture est un dessin figuratif de l'artiste suédois Leif Elggren.

## Liste des morceaux
1. Energia – 9:25
2. Odotusten Mukaisesti – 0:48
3. Konsti – 3:34
4. Siirtymä – 3:40
5. Kadonnut – 6:16
6. Marras – 11:38
7. F.B. – 7:02
8. Vain – 4:55
9. Vaihtuja – 12:10
10. No.10 – 1:34
11. Ydin – 12:56